# Darfield (South Yorkshire)
Darfield è un paese della contea del South Yorkshire, in Inghilterra.